# Estrada Parque Indústrias Gráficas (DF-011)
A Estrada Parque Indústrias Gráficas (DF-011 ou EPIG) é uma rodovia do Distrito Federal, no Brasil. É considerada uma das principais vias de ligação do Plano Piloto com as regiões de Taguatinga e Ceilândia.
Em julho de 2020, o Governo do Distrito Federal (GDF) publicou edital de licitação para obras do viaduto da EPIG, ao custo estimado de R$ 26 milhões.